# Zami. Così riscrivo il mio nome
Zami. Così riscrivo il mio nome (Zami: A New Spelling of My Name in inglese) è un romanzo autobiografico scritto dalla poetessa afro-americana Audre Lorde, pubblicato a New York nel 1982. Con quest'opera l'autrice sperimentò un nuovo genere letterario da lei definito auto-bio-mito-grafia o biomitografia.

## Sinossi
Il romanzo Zami racconta la vita di Audre Lorde, dall'infanzia ad Harlem attraverso la scoperta e successiva accettazione di sé stessa come donna nera e lesbica alla fine degli anni cinquanta del Novecento.
Crescendo, Lorde lamenta la mancanza di un linguaggio per le differenze. I genitori di Lorde cercarono di proteggerla dal razzismo americano semplicemente non nominandolo. Al liceo, Lorde non parlò mai delle differenze tra lei e i suoi compagni, pensando che avrebbe potuto cancellarle ignorandole. Documenta come da bambina non avesse parole per nominare il razzismo a causa dell'educazione ricevuta, ritrovandosi così totalmente impreparata e senza tattiche di difesa, esposta alla più crudele delle forme di discriminazione.
Da adolescente, Lorde continuò a non aveva il coraggio di ammettere che ci fossero differenze fra lei e le sue amiche attiviste bianche, perciò si costruì un mondo in cui pretendeva che le differenze di fatto non esistessero. Combatteva per vivere una vita in cui parti di sè stessa erano costantemente messe in discussione, andando a minare quella sua esistenza plurima. Come scrive Lorde: «downtown in the gay bars I was a closet student and an invisible Black... uptown at Hunter I was a closet dyke and a general intruder». La sua identità nel mondo veniva modificata e tradita da lei stessa in base alle circostanze.
Più specificatamente, all'interno della comunità lesbica Lorde fino agli anni cinquanta negò sfumature del suo essere, poiché la comunità lesbica era quasi interamente bianca. Lorde testimonia che in termini di differenza razziale «it was easy for even lovers to ignore it, dismiss it, pretend it didn't exist, believe the fallacy that there was no difference». Quando non si riconosce la differenza, anche i confini ben definiti, si confondono e l'identità diventa contorta. Il processo di differenziazione di Lorde coincise con l'acquisizione di un nuovo linguaggio, in cui riuscì a trovare le parole per raccontare le sue esperienza e il suo punto di vista sul mondo, dando autorevolezza a quella voce che proveniva dal profondo di lei stessa.
Quando suo padre morì, Lorde riconobbe la forza d'animo di sua madre, oltre a «pain and her helplessness». Raccontare di quella debolezza della madre, permise a Lorde di staccarsi da lei e sentirsi libera per la prima volta. Il differenziare dando nomi alle cose dà visibilità e fattibilità al soggetto. In Messico, in cui i visi di colore sono la maggioranza, Lorde si rese conto che «[she had] never felt visible before, nor known» della mancanza di visibilità a cui era sottoposta nel paese di origine. Qui Lorde ebbe una relazione con Eudora, la donna che definì i confini di ciò che Lorde conosceva come lesbico. Eudora era una donna matura, progressista e matronale. Eudora fu la prima persona a riconoscere in Lorde la sua vera essenza e la sua energia, consegnandole in mano la possibilità di smettere di sentirsi invisibile. Una volta distaccata dalla madre e "visibile", Lorde attribuì nuovo significato alle sue stesse parole, e scrisse «As I spoke the words, I felt them touch and give life to a new reality within me, some half-known self come of age».
Avvertiva l'urgenza di una nuova realtà, quindi continuò a cercarla inventando una propria strada personale. Nel momento in cui fu in grado di accettare la sua posizione di diversa, poté finalmente essere ciò che era. Non dovette più costringersi all'interno di spazi angusti che non erano appropriati alla sua complessa identità. È lo spazio della differenza piuttosto che l'attaccamento ad una specifica differenza a permetterle di essere una persona completa piuttosto che frammentata. Ciò che Lorde articolò con il pensiero le permise di rinominare se stessa in accordo con la ricostruzione della sua storia. «Zami is a Carriacou name to represent women who work together as friends and lovers». La scelta del nome Zami negli anni sessanta del Novecento testimonia le caratteristiche femminili che sono state incorporate nell'io narrativo di Lorde e l'esperienza di esse ha contribuito alla creazione di una lente attraverso cui vedere il mondo e la propria persona tutt'intera.

## Tematiche
In Zami, Lorde racconta la vita delle lesbiche newyorkesi, del Connecticut e messicane tra gli anni cinquanta e i settanta del Novecento. Affronta i temi del razzismo e della sua difficile relazione con la madre, accennando anche al maccartismo e al caso Rosenberg.
In molti modi l'esperienza di Audre Lorde trova un equivalente nei paradigmi che sono emersi e si sono distinti in movimento femminista e movimento lesbico. Dare voce alle diverse intersezioni di razza, classe, genere, orientamento sessuale e stato socioeconomico è un imperativo. L'individuo può solamente esistere per quello che è veramente attraverso la piena accettazione di sé e nominando la propria differenza, e così facendo crea lo spazio di armonia tra gli esseri umani.

## Stile e traduzione
In Zami, l'autrice usa le minuscole al posto delle maiuscole per riferirsi agli statunitensi e ai bianchi in modo politicamente scorretto, un contrasto e una rivendicazione che è stata restituita nella traduzione in italiano con le minuscole ad "America" e "USA" e usando invece le maiuscole per riferirsi ai popoli "non americani".
In particolare, la traduttrice Grazia Dicanio in una Nota introduttiva segnala le sfide e le scelte nella traduzione di un'opera piena di «forme, parole ed espressioni "intraducibili"»:

## Critica
L'accoglienza dell'opera da parte della critica fu piuttosto positiva per le sue descrizioni chiare ed evocative e per la sua trattazione del rapporto madre-figlia.; nel 2019 la BBC ha inserito Zami. Così riscrivo il mio nome nella sua lista dei 100 libri da leggere almeno una volta nella vita.

## Edizioni
- (EN) Audre Lorde, Zami: A New Spelling of My Name, prima edizione, Trumansburg, The Crossing Press, 1983, ISBN 978-0-89594-122-0.
- Audre Lorde, Zami. Così riscrivo il mio nome, a cura di Liana Borghi, collana àltera, traduzione di Grazia Dicanio, Pisa, ETS, 2014, ISBN 978-88-467-3865-3.